# Sumqayıt PFK
Sumqayıt PFK ist ein aserbaidschanischer Fußballverein aus Sumqayıt. Der Verein spielt seit 2011 in der Premyer Liqası, der höchsten Liga des Landes.

## Geschichte
Im Mai 2011 ersetzte der Klub Abşeron Futbol Klubu, welcher bankrottging, und bekam über eine Wildcard dessen Platz in der Premyer Liqası. Nach dem Aufstieg verpflichtete der Verein aus Sumqayıt Spieler aus der U-19 und U-21-Nationalmannschaft von Aserbaidschan. 2020 konnte sich Sumqayıt PFK erstmals für einen europäischen Wettbewerb qualifizieren. 

## Saisons
| Saison  | Liga              | Platz |
| ------- | ----------------- | ----- |
| 2010/11 | Birinci Divizionu | 7.    |
| 2011/12 | Premyer Liqası    | 12.   |
| 2012/13 | Premyer Liqası    | 10.   |
| 2013/14 | Premyer Liqası    | 9.    |
| 2014/15 | Premyer Liqası    | 5.    |
| 2015/16 | Premyer Liqası    | 8.    |
| 2016/17 | Premyer Liqası    | 6.    |
| 2017/18 | Premyer Liqası    | 5.    |
| 2018/19 | Premyer Liqası    | 6.    |
| 2019/20 | Premyer Liqası    | 4.    |
| 2020/21 | Premyer Liqası    | 3.    |
| 2021/22 | Premyer Liqasi    | 7.    |
| 2022/23 | Premyer Liqası    | 8.    |

## Europapokalbilanz
| Saison  | Wettbewerb                    | Runde                  | Gegner       | Gesamt | Hin     | Rück    |
| ------- | ----------------------------- | ---------------------- | ------------ | ------ | ------- | ------- |
| 2020/21 | UEFA Europa League            | 1. Qualifikationsrunde | KF Shkëndija | 0:2    | 0:2 (H) | 0:2 (H) |
| 2021/22 | UEFA Europa Conference League | 2. Qualifikationsrunde | FK Čukarički | 0:2    | 0:2 (H) | 0:0 (A) |
| 2024/25 | UEFA Conference League        | 2. Qualifikationsrunde | Fehérvár FC  | 1:2    | 1:2 (H) | 0:0 (A) |

Gesamtbilanz: 5 Spiele, 1 Unentschieden, 4 Niederlagen, 1:6 Tore (Tordifferenz −5)

## Stadion
Der Verein trägt seine Heimspiele in der 15.350 Plätze fassenden Kapital Bank Arena aus.

## Bekannte Trainer
- Təbriz Həsənov (2010–2011)
- Bernhard Raab (2011–2013)[3]